# Севильский цирюльник (Паизиелло)
«Севи́льский цирю́льник» (полное название «Севи́льский цирю́льник, и́ли Тще́тная предосторо́жность», итал. Il barbiere di Siviglia, ovvero La precauzione inutile) — комическая опера Джованни Паизиелло. Либретто Джузеппе Петроселлини по одноименной комедии Бомарше.
Премьера состоялась 15 (26) сентября 1782 года в Петербурге, в Зимнем дворце. В течение десятилетий опера пользовалась неизменным успехом у европейской публики. После появления в 1816 году одноименной оперы Джоаккино Россини была забыта до конца XX века, когда её постановка была возобновлена в некоторых театрах.